# W75 (核砲弾)
W75はアメリカ合衆国が開発していた核砲弾。1973年に開発中止となった。

## 概要
アメリカ陸軍の203mm榴弾砲向けのものであり、W33核砲弾（1957年製造開始）を更新するものとして開発が開始された。同時期に開発されていたW74 155mm核砲弾と類似した構造であり、インプロージョン方式の核分裂弾頭であった。計画された核出力は約100t。W74と同様に1973年に開発中止となった。
W33更新用の203mm核砲弾は、この後に放射線強化弾頭としても利用できるW79が実用化され、1981年より生産に入っている。